# Remington Modelo 7400
El Remington Modelo 7400 es una familia de fusiles semiautomáticos fabricados por Remington Arms con fines cinegéticos, para sustituir al Remington Modelo 740, que fue fabricado entre 1952 y 1981.El Modelo 7400 finalmente fue reemplazado por el Remington Modelo 750 en el año 2006.

## Historia
El Modelo 7400 entró al mercado en 1981 siendo básicamente similar al Remington Modelo Cuatro. Las principales diferencias incluyen una empuñadura de pistola cuadrillada y una culata recta. 
Inicialmente solo se comercializaba con un cañón de 560 mm (22 pulgadas), pero en 1988 se introdujo la versión con cañón de 460 mm (18 pulgadas).

## Variantes
Model 7400 Carbine
Versión con cañón de 460 mm (18 pulgadas), fabricada entre 1988 y 2004
Model 7400 Special Purpose
Introducido en 1993, presenta un acabado mate y armellas para la correa portafusil. La producción del modelo SP cesó en diciembre de 1994.
Model 7400 Synthetic
Introducido en 1998, presenta una culata de fibra de vidrio y un acabado mate Está disponible en longitud estándar y carabina.